# Lipica (Sežana)
Pour les articles homonymes, voir Lipica.
Lipica (prononcé [ˈliːpitsa] ; italien : Lipizza) est un village de la municipalité de Sežana dans la région du Littoral slovène, près de la frontière avec l'Italie. Lipica est l'un des principaux centres touristiques de la région karstique slovène et est connue pour le haras de Lipica, à l'origine du cheval Lipizzan .

## Nom
Le nom de la colonie est dérivé du mot slovène lipa (< slave * li̋pa « tilleul »). L'espèce est commune dans la région et est un symbole national de la Slovénie. Le personnel du Haras de Lipica plante un nouveau tilleul pour chaque poulain né.

## Histoire
Du XIVe siècle jusqu'en 1947, Lipica faisait partie de la municipalité de Trieste. Lorsque Charles II, archiduc d'Autriche-Styrie (fils de Ferdinand Ier, empereur romain germanique) décida de créer un nouveau haras au XVIe siècle, le cheval espagnol était considéré comme la race de cheval idéale. Parce que le sol et le climat de la région du Karst sont similaires à ceux de l' Espagne, Lipica a été choisi pour implanter la nouvelle ferme.
Le haras de Lipica est créé en 1580 et les premiers chevaux sont achetés à l'Espagne en 1581 (24 poulinières et six étalons). Les fermiers vivant dans la région à l'époque ont été expulsés et réinstallés à Laže.
Une mine de charbon a fonctionné à l'est de la colonie de 1778 à 1817. L'extraction du charbon a de nouveau été tentée sur le site en 1857 et à des dates ultérieures sporadiques, mais a été jugée non-économique car elle n'est déposée que dans des lentilles. Le charbon de la mine était autrefois utilisé à la raffinerie de sucre de Rijeka. En 1947, Lipica est annexée à la Yougoslavie et incorporée à la Slovénie, l'une des républiques constitutives du pays, devenue indépendante en 1991.

### Charnier
Lipica est le site d'un charnier associé à la Seconde Guerre mondiale. La fosse commune du puits de Lipica (slovène : Grobišče Lipiško brezno) est situé à environ 500 mètres au sud-ouest du boulevard bordé d'arbres par le haras. Il contient un nombre indéterminé de restes humains,,.

## Haras de Lipica

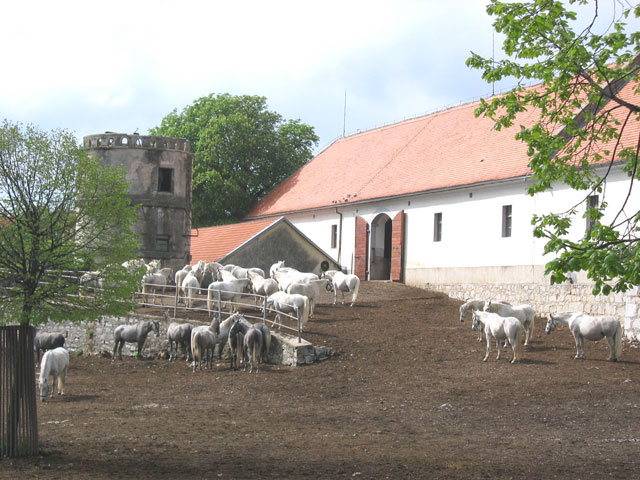
Haras de Lipica

Lipica est à l'origine du cheval Lipizzan . La race Lipizzan telle qu'elle est connue aujourd'hui s'est pleinement développée à l'époque de Marie-Thérèse d'Autriche, dont le mari s'intéressait beaucoup à l'élevage de chevaux. Pendant les guerres napoléoniennes, le haras est transféré à Székesfehérvár. En 1802, un tremblement de terre a frappé Lipica, tuant un grand nombre de chevaux. Le haras a été transféré à Đakovo en 1805, à Pecica (près de Mezőhegyes) en 1809, à Laxenburg pendant la Première Guerre mondiale, puis à Kladruby nad Labem.
Après la Première Guerre mondiale, lorsque Lipica a été attribuée à l'Italie, la plupart des chevaux y ont été renvoyés. Le 16 octobre 1943, le haras et 178 chevaux sont transférés au haras d'Hostau. Après la Seconde Guerre mondiale, le haras ne comptait que 11 chevaux ; tous les autres avaient été confisqués par les Allemands pendant la guerre. Dans les années 1960, Lipica a été ouvert aux touristes et son nouveau développement a commencé. En 1996, Lipica est devenue une institution publique appartenant à la République de Slovénie et a fait des progrès significatifs depuis lors.
La reine Elizabeth II a visité Lipica et son haras le 22 octobre 2008 et a reçu un cheval Lipizzan en cadeau du peuple slovène. Le cheval de la reine reste au haras de Lipica car il a été demandé que la ferme s'en occupe en son nom. Aujourd'hui, le Haras de Lipica est entièrement fonctionnel et élève les meilleurs chevaux pour l'équitation de haute école.
Le haras comprend désormais également un complexe hôtelier et de loisirs avec un parcours de golf, ainsi que le musée Lipikum dédié aux différents aspects du haras et de la race Lipizzan, y compris des visites guidées du haras.

## L'Open de Lipica
L'Open de Lipica est une compétition internationale d'orientation qui se tient chaque année le deuxième week-end de mars. C'est la plus grande compétition de course d'orientation en Slovénie et a eu lieu pour la première fois en 1992.

## Autres lieux d'intérêt
D'autres lieux d'intérêt dans et à proximité de Lipica incluent :
- la galerie Avgust Černigoj ;
- les grottes de Škocjan, un site du patrimoine mondial de l'UNESCO ;
- la grotte de Vilenica, la plus ancienne grotte d'exposition d'Europe (avec des visites guidées depuis 1633) ;
- la vallée de Notre-Dame de Lourdes (slovène : Dolina Lurške Matere Božje) : une église en plein air et un lieu de pèlerinage local.

## Personnes notables
Les personnes notables qui sont nées ou ont vécu à Lipica comprennent :
- Ivan Slavec (1859-1940), cofondateur du journal Primorski list et dernier prêtre slovène de la cathédrale de Trieste [2]
- Alojz Lah (1958-), cavalier